# 弗里維爾 (紐約州)
弗里維爾（英語：Freeville）是位於美國紐約州湯普金斯縣的村。

## 人口
根據2020年美國人口普查的數據，弗里維爾的面積為2.84平方千米，當中陸地面積為2.74平方千米，而水域面積為0.10平方千米。當地共有人口498人，而人口密度為每平方千米175人。